# Riesenbulldoggfledermäuse
Die Riesenbulldoggfledermäuse (Otomops) sind eine Gattung aus der Familie der Bulldoggfledermäuse (Molossidae), deren Vertreter in Afrika und Asien beheimatet sind.

## Beschreibung
Vertreter der Riesenbulldoggfledermäuse haben eine Kopf-Rumpf-Länge von 60 bis 100 mm, eine Schwanzlänge von 30 bis 50 mm und eine Unterarmlänge von 49 bis 70 mm. Die Ohren sind 25–40 mm lang und über dem Kopf miteinander verbunden. Die Fellfarbe variiert von rötlich-braun bis dunkelbraun. Die meisten Arten besitzen eine graue bis weiße Stelle im Nacken. Bei einigen Vertretern dieser Gattung befindet sich an der Kehle zudem eine drüsenartige Tasche.

## Lebensweise
Die Arten der Riesenbulldoggfledermäuse sind wie die meisten Fledermäuse nachtaktiv und ernähren sich von Insekten. Tagsüber findet man die Tiere einzeln oder in Gruppen in Höhlen, hohlen Bäumen, Tunneln, Minen und Gebäuden ruhend. Ansonsten ist relativ wenig über die Gattung bekannt.

## Arten und Verbreitung
Es werden acht Arten unterschieden:
- Otomops formosus (Chasen, 1939) – Am westlichen Ende der indonesischen Insel Java beheimatet. Bisher wurden lediglich vier Tiere dieser Art gefangen.
- Otomops harrisoni (Ralph et al., 2015) – Erst 2015 beschrieben kommt die Art wahrscheinlich von der Arabischen Halbinsel über das Horn von Afrika bis Kenia vor.
- Otomops johnstonei (Kitchener, How & Maryanto, 1992) – Erst 1992 auf der indonesischen Insel Alor entdeckt.[1]
- Otomops madagascariensis (Dorst, 1953) – Auf Madagaskar beheimatet wurde die Art bis 1995 zur zweiten afrikanischen Art, Otomops martiensseni, gezählt.
- Otomops martiensseni (Matschie, 1897) – In Afrika südlich der Sahara beheimatet. Die Art wird von der IUCN als gefährdet („near threatened“) eingestuft.
- Otomops papuensis (Lawrence, 1948) – Lediglich an zwei Orten in Papua-Neuguinea nachgewiesen.
- Otomops secundus (Hayman, 1952) – Lediglich an drei Orten in Papua-Neuguinea nachgewiesen.
- Otomops wroughtoni (Thomas, 1913) – Lediglich aus zwei Regionen in Indien und in Kambodscha bekannt.

Für eine auf den Philippinen aufgefundene Population konnte der taxonomische Rang noch nicht ermittelt werden.